# Yordi Meeuwisse
Yordi Meeuwisse (Den Haag, 31 januari 1988) is een Nederlandse dartsspeler die uitkomt voor de WDF en vroeger speelde bij de PDC. Hij heeft eenmaal meegedaan aan het PDC WK. 

## Resultaten op Wereldkampioenschappen

### PDC
- 2019: Laatste 96 (verloren van William O'Connor met 0-3)